# توماش ژیگادوئو
توماش ژیگادوئو (لهستانی: Tomasz Zygadło؛ ۲۳ دسامبر ۱۹۴۷ – ۱۷ سپتامبر ۲۰۱۱) کارگردان فیلم اهل لهستان بود.
از فیلم‌ها یا برنامه‌های تلویزیونی که وی در آن نقش داشته‌است، می‌توان به بازیگران شهرستانی و شاپرک اشاره کرد.